# Dan Lungu

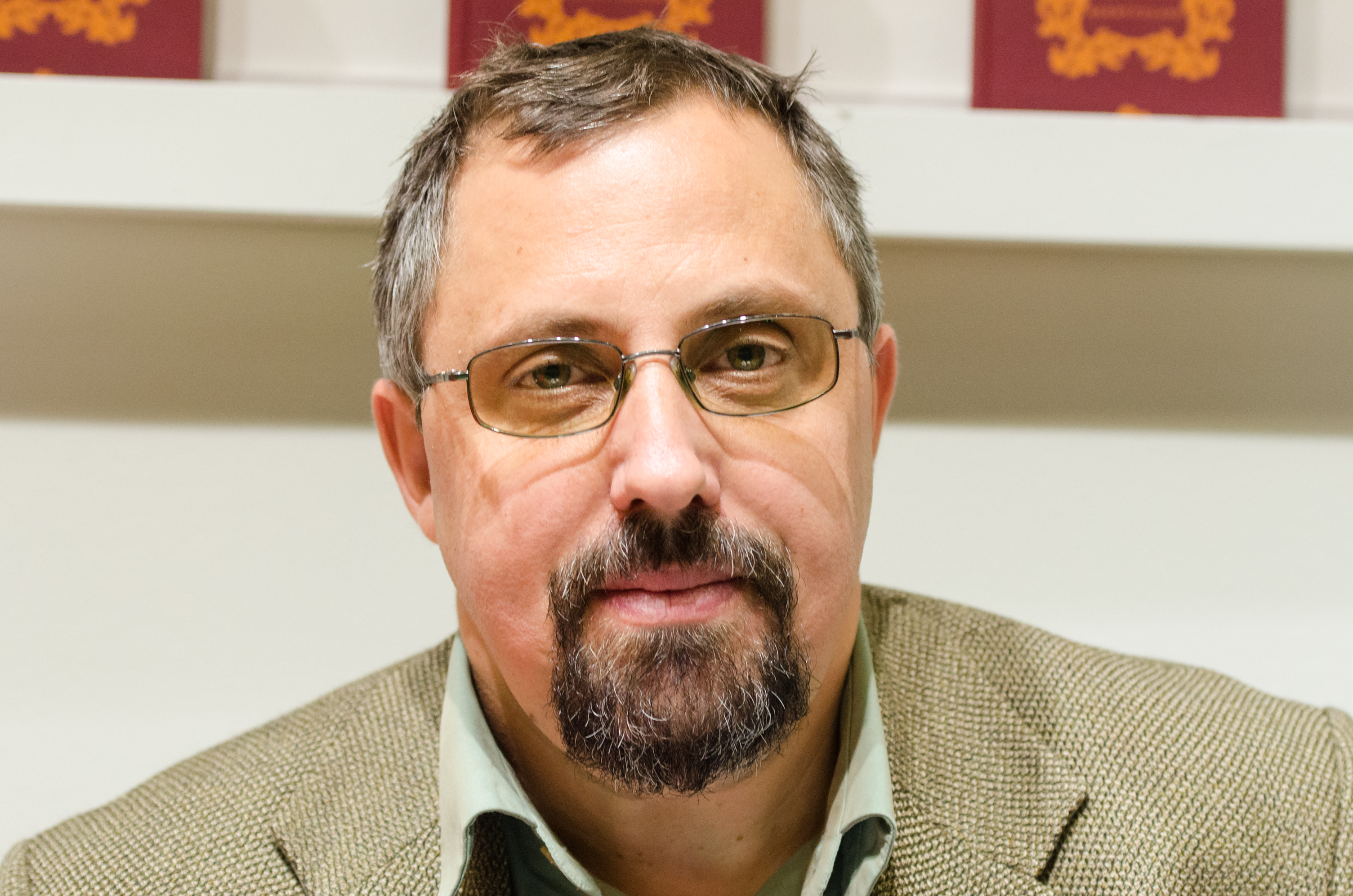
Dan Lungu bei der Göteborger Buchmesse 2013

Dan Lungu (* 15. September 1969 in Botoșani, Rumänien) ist ein rumänischer Autor und Hochschullehrer.

## Leben
Lungu, der einer Familie orthodoxen Glaubens entstammt, ist einer der decreței, ein Kind der Zeit, in welcher Abtreibung per Dekret verboten war. Er schloss seine Studien im Fach Soziologie an der Universität Alexandru Ioan Cuza Iași ab und wurde dort promoviert. Später ging er für weiterführende Studien an die Universität Paris.
Lungu begann sich zu Beginn der 1990er Jahre mit Literatur zu befassen. 1996 gründete er mit anderen in Iași lebenden Autoren dort den Club 8, als dessen Theoretiker er in der Folgezeit angesehen wurde. Seit 1996 hat er verschiedene Bände mit Kurzgeschichten und Romanen veröffentlicht, die zum Teil auch ins Deutsche übersetzt wurden.
Lungu war mehrmals in Frankreich zu Arbeitsaufenthalten eingeladen, so 2005 im Rahmen des Austauschprogramms Belles Etrangeres und 2007 als Writer in Residence in der Villa Mont Noir, dem Geburtshaus von Marguerite Yourcenar.
Lungu ist verheiratet und Vater zweier Kinder. Die Familie lebt außerhalb von Iași. 2014 leitete er in Iași das Museum für Rumänische Literatur.
Lungus Erfahrungen mit Europa seit der Wende schilderte er 2014 in einem Beitrag mit dem Titel: Fremdistan lehrte mich, ich selbst zu sein.

## Preise und Auszeichnungen
- 2011: Ritter (Chevalier) des französischen Ordre des Arts et des Lettres.

## Veröffentlichungen in deutscher Sprache
- Wie man eine Frau vergisst, Roman. Übersetzt von Jan Cornelius. Residenz-Verlag, St. Pölten/Salzburg 2010, ISBN 978-3-7017-1543-5.
  - Originaltitel: Cum să uiți o femeie.
- Die rote Babuschka, übersetzt von Jan Cornelius. Residenz-Verlag, St. Pölten/Salzburg 2009, ISBN 978-3-7017-1511-4.
  - Originaltitel: Sînt o babă comunistă. Sonderausgabe 2013: Polirom, Bukarest, ISBN 978-9734639373.
- Das Hühnerparadies: Ein falscher Roman aus Gerüchten und Geheimnissen, übersetzt von Aranca Munteanu. Residenz-Verlag, St. Pölten/Salzburg 2007, ISBN 978-3-7017-1483-4.
  - Raiul Găinilor (Roman de zvonuri și mistere). 2004.
- Klasse Typen: Kurzgeschichten. Drava, Klagenfurt 2007, ISBN 978-3-85435-510-6.